# Leo J. Krynprijs
De Leo J. Krynprijs is een vierjaarlijkse Vlaamse literatuurprijs
De prijs bestaat sinds 1940. Hij werd in het leven geroepen door Kaitie Dickinson, de weduwe van de Vlaamse uitgever Leo Kryn, na zijn overlijden in 1940. Dit gebeurde in overleg met huisvriend Willem Pelemans en samen met Angèle Manteau, die de uitgeverij had overgenomen. Met de rente van het kapitaal werd een vierjaarlijkse prijs voor literatuur in het leven geroepen: de Leo J. Krynprijs.
De onderhandelingen hadden plaats in mei 1940. De geldprijs bedroeg anno 1940–1942 10.000 Belgische frank, een aanzienlijke som. Om het met de woorden van Angèle Manteau te zeggen: "Een bruto jaarloon van een metaalarbeider". 30 mei 1942 werd de stichtingsakte ondertekend.
Doch Manteau zou geen vier jaar wachten met de allereerste prijsuitreiking. Die prijs ging eind 1942 naar Louis Paul Boon, met zijn debuut, De voorstad groeit.

## Winnaars
- 1986 Dirk van Babylon met De zwarte bruidegom
- 1982-1970 geen toekenningen.
- 1966 Pjeroo Roobjee met De nachtschrijver
- 1962 twee winnaars: Clem Schouwenaars met Dr Simon Falbeck en Willy Roggeman met Het goudvisje
- 1958 Jan Walravens met Negatief.
- 1954 Wim Meewis met Geen scherzo voor de Goden
- 1950 Hugo Claus met De Metsiers
- 1946 Geen toekenningen ‘wegens gebrek aan literaire kwaliteit‘[1]
- 1942 Louis Paul Boon met De voorstad groeit